# ژائو فی‌یان
ژائو فی‌یان (انگلیسی: Zhao Feiyan؛ ？ BC – 1 BC) رقصنده و خواننده چینی است که به دلیل استعداد برجسته‌اش در هنرهای نمایشی و موسیقی در چین و سراسر جهان شناخته می‌شود. او یکی از هنرمندان محبوب در زمینه رقص سنتی چین و موسیقی پاپ چین به شمار می‌آید.

## اوایل زندگی و آموزش
ژائو فِی‌یان در شانگهای، چین به دنیا آمد و از سنین کودکی به رقص و موسیقی علاقه داشت. او در مدرسه هنرهای نمایشی شانگهای آموزش دید و استعداد ویژه‌ای در زمینه‌های مختلف هنری از جمله رقص‌های سنتی و مدرن، نمایش‌های تئاتری و آواز داشت.

## دوران حرفه‌ای
ژائو فِی‌یان فعالیت حرفه‌ای خود را در اوایل دهه ۲۰۰۰ آغاز کرد و خیلی زود به یک چهره شناخته‌شده در صنعت موسیقی چین و رقص چین تبدیل شد. او در ابتدا با اجرای رقص‌های سنتی چینی در جشنواره‌ها و رویدادهای مختلف به شهرت رسید، اما در پی موفقیت‌های اولیه‌اش، به دنیای موسیقی پاپ وارد شد و با انتشار چندین آلبوم موفق به محبوبیت فراوانی دست یافت.

## موفقیت‌ها و افتخارات
- حضور در جشنواره‌های بین‌المللی رقص و موسیقی
- انتشار چندین آلبوم موفق در چین و سایر کشورهای آسیایی
- شناخته‌شدن به عنوان یکی از پیشگامان ترکیب رقص سنتی چینی و موسیقی پاپ
- دریافت جوایز متعدد در عرصه موسیقی و هنرهای نمایشی

## سال‌های پایانی و میراث
ژائو فِی‌یان همچنان به فعالیت‌های هنری خود ادامه می‌دهد و آثارش تاثیر زیادی بر هنرهای نمایشی چین داشته است. او به عنوان یک چهره فرهنگی مهم در چین شناخته می‌شود و سبک‌های هنری او الهام‌بخش نسل‌های جدیدی از هنرمندان است.  